# Рексфорд (Канзас)
Рексфорд (енгл. Rexford) град је у америчкој савезној држави Канзас.

## Демографија
По попису из 2010. године број становника је 232, што је 75 (47,8%) становника више него 2000. године.
| Група             | 2000.       | 2010.       |
| Белци             | 154 (98,1%) | 166 (71,6%) |
| Афроамериканци    | 0 (0,0%)    | 1 (0,4%)    |
| Азијати           | 0 (0,0%)    | 0 (0,0%)    |
| Хиспаноамериканци | 3 (1,9%)    | 61 (26,3%)  |
| Укупно            | 157         | 232         |